# 上瓣夢角鮟鱇
上瓣夢角鮟鱇，為輻鰭魚綱鮟鱇目棘茄魚亞目夢角鮟鱇科的一種魚類。分布於西北大西洋加拿大紐芬蘭海域，屬深海魚類，棲息深度約0-1829公尺，體長可達12.8公分。

## 扩展阅读
維基物種上的相關：上瓣夢角鮟鱇